# 自由砂拉越电台
自由砂拉越电台是由记者凯丽·鲁卡瑟·布朗创设的网络电台，电台常驻广播员是达雅族人彼德·约翰·查班（Peter John Jaban）。此电台的工作宗旨是打破马来西亚国营电台的资讯垄断，揭露东马砂拉越州执政者的贪污腐败。
通过广播，自由砂拉越电台发布了砂拉越州内严重的非法伐木问题，以及该州首席部长泰益玛目如何以售卖土地累积家族财富。泰益玛目曾指责该电台散布谎言，砂州国阵成员党领袖也曾主张采取行动阻断该电台广播。2011年砂拉越州选举和2013年马来西亚全国大选期间，自由砂州电台频频受到分散式阻断干扰，无法正常播送。
由于自由砂州电台广播员在空中揭露政商勾结丑闻，2013年州政府已下令禁止凯丽入境砂州。一些国阵成员党领袖也曾起诉凯丽诽谤，发表的言论影射政界人物和大型企业涉及转卖原住民习俗地交易，惟他们之后都主动撤销控诉。
2013年世界新闻自由日，国际新闻学会颁发自由媒体先驱奖予自由砂拉越电台，赞扬该电台在重重政治压力下持续推动媒体自由。